# Paul Simonon
Paul Gustave Simonon (Brixton, Londres, Inglaterra, 15 de diciembre de 1955) es un bajista británico conocido principalmente por haber sido el único miembro del grupo punk The Clash que tocó desde su formación en 1976 hasta su disolución en 1986. Además, formó parte de Havana 3 A.M. y The Good, the Bad and the Queen, con la que tocaba desde 2006.

## Biografía
Simonon nació y se crio en Brixton, un área pobre del sur de Londres habitada principalmente por inmigrantes jamaicanos, hijo de un pintor afiliado al partido comunista local. De joven, planeó dedicarse al arte plástico pero declinó temporalmente su deseo en favor de la música cuando audicionó para convertirse en el vocalista de la banda London SS. A pesar de no lograr ser incluido, el guitarrista del grupo, Mick Jones, y el mánager, Bernie Rhodes, lo invitaron a formar un nuevo proyecto de banda que luego se convertiría en The Clash; aún sabiendo que Paul carecía de todo conocimiento y habilidad musical. Jones intentó enseñarle a tocar la guitarra pero, dada la dificultad de Simonon para aprender, optó por instruirlo en el bajo, instrumento que tampoco le resultó fácil a su instruido a tal punto que llegó a marcar las notas de las cuerdas en el cuello de su bajo.

En el departamento de su abuela, Mick [Jones] estaba tratando de mostrarme un acorde "E" que cambiaba a "A". Yo no tenía ni idea y él tampoco tenía idea de cómo enseñarme. Así que después de algunas horas de total frustración decidimos que debíamos intentar con el bajo ya que tenía sólo cuatro cuerdas y era más sencillo
Paul Simonon

Paul fue el responsable de la elección del nombre de The Clash, inspirado por haber leído la palabra "clash" (en español "conflicto") en un mismo periódico en reiteradas oportunidades, y se encargó del área visual durante toda la existencia de la banda.
El bajista compuso al menos tres de las canciones del grupo por su cuenta: "The Guns of Brixton" de London Calling, "The Crooked Beat" de Sandinista!, y el b-side "Long Time Jerk".((cita requerida)) Además se le suele atribuir la composición de "Red Angel Dragnet" de Combat Rock pero no está claro si es realmente de su autoría o de la de Joe Strummer.
Simonon tocó el bajo en la gran mayoría de los temas de la banda exceptuando solamente "The Magnificent Seven" y "Lightning Strikes (Not Once but Twice)" de Sandinista!, donde toca Norman Watt-Roy, "Rock the Casbah" de Combat Rock, donde toca el baterista Topper Headon, y diez de los doce de Cut the Crap, donde nuevamente toca Watt-Roy. Además, cantó en sus temas "The Guns of Brixton" y "The Crooked Beat", y en Red Angel Dragnet
A pesar de haber sido instruido en el instrumento de manera apurada y defectuosa, con el tiempo Paul se convirtió en un bajista talentoso. Su estilo contrapuntual e influenciado por el reggae para tocar lo diferenciaron de la generalidad del punk rock. Sumado a esto, y a diferencia de la mayoría, tocaba con púa en lugar de usar solamente sus dedos.
Luego de la disolución de The Clash en 1986, Simonon formó la banda Havana 3 A.M. con la cual emitió un álbum antes de declinar su participación en el proyecto tras la muerte del cantante Nigel Dixon en 1993. Después de su paso por Havana 3 A.M., Simonon se dedicó al arte plástico diseñando entre otras cosas la tapa de un álbum de la banda Big Audio Dynamite del ex Clash Mick Jones y la del álbum The Good, the Bad and the Queen de la nueva banda que formó con Damon Albarn en 2006.
Paul Simonon fue inmortalizado (con fotografía de Pennie Smith) en la imagen de la portada de London Calling donde se lo ve rompiendo su bajo en una de las imágenes más representativas de la historia del rock. Paul dijo luego que esa fue la única vez que rompió un instrumento en el escenario.
Paul Simonon fue arrestado en junio del 2011 mientras trabajaba de incógnito en el barco MV Esperanza, de Greenpeace, según se conoció a través del diario inglés The Guardian.
Simonon zarpó junto a los activistas de Greenpeace con la intención de cerrar la torre petrolera Leiv Eriksson en Groenlandia, ya que la empresa no había presentado un plan de acción en caso de una fuga de petróleo. Simonon trabajó de incógnito como cocinero en el barco varias semanas, y cuando los activistas fueron arrestados también cayó preso y pasó dos semanas en una celda.
Últimamente se dedica a pintar